# 衝浪板

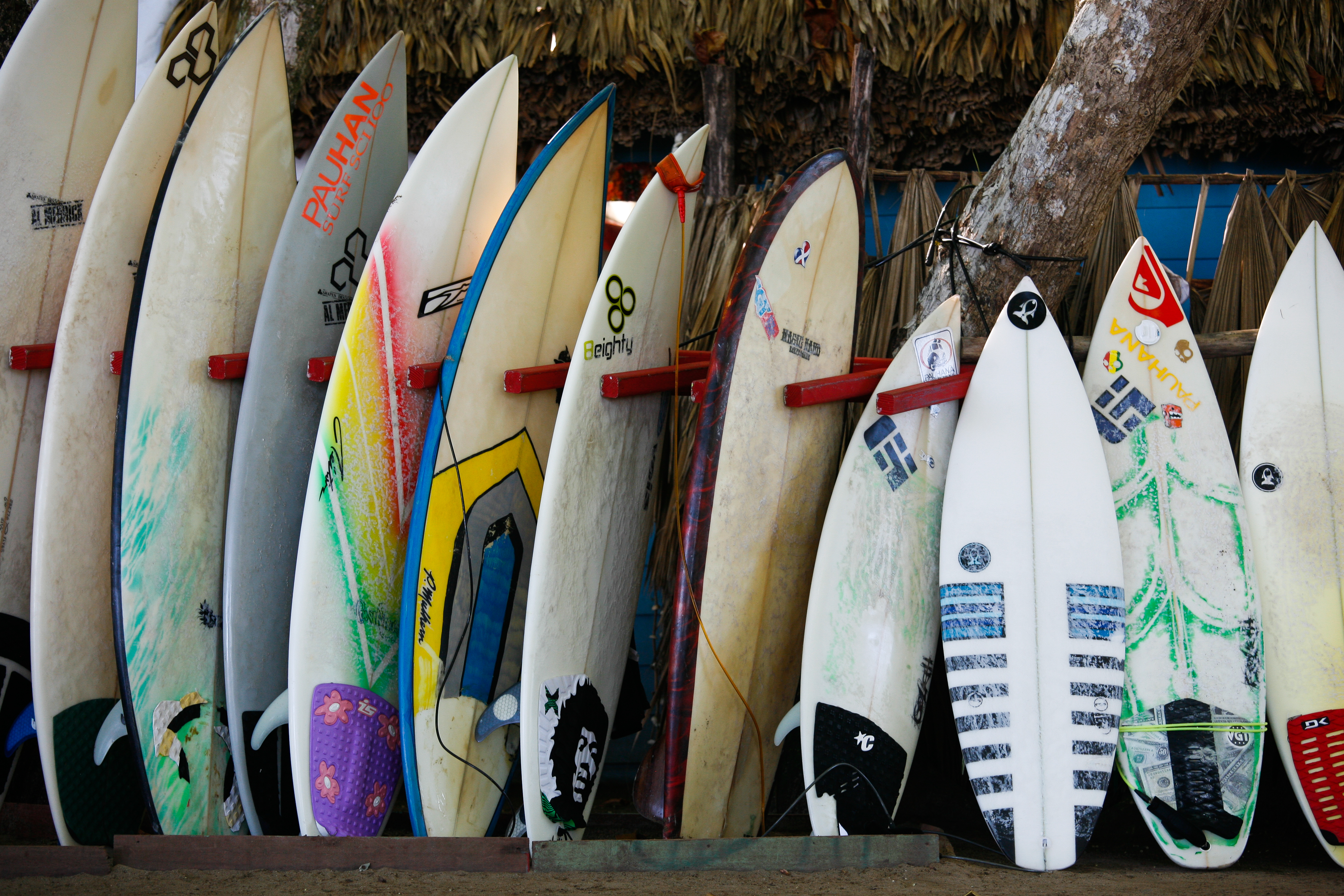
各種大小的衝浪板

衝浪板（英語：Surfboard）是一種專門用於衝浪的狹窄木板。衝浪板相對較輕，但強度足以支撐一個人在海浪中站立。衝浪板最早由夏威夷人發明，在夏威夷語中被稱為「papa he'e nalu」，他們通常利用當地樹種（例如寇阿相思樹）的木材製成，長度通常超過460公分且較沉重。多年來的主要進步包括在衝浪板背面增加一個或多個鰭片以改善方向穩定性，並在材料和形狀上進行了許多改進。
現代衝浪板由聚氨酯或聚苯乙烯泡沫製成，上面覆蓋有玻璃纖維布，聚酯或環氧樹脂。 效果是輕便而堅固，既有浮力又可靈活操縱。聚苯乙烯衝浪板是由Wilcove, Torpoint的Reginald Sainsbury於1960年代初發明的，當時他正在康沃爾郡米爾布魯克的Poron絕緣公司工作，該公司正致力於向休閒行業發展。衝浪板技術的最新發展包括碳纖維和凱芙拉複合材料的使用，以及有機材料製成的可生物降解和生態友好型樹脂的實驗。世界每年大約製造40萬個衝浪板。